# Wildapfelbaum (Meierhof)

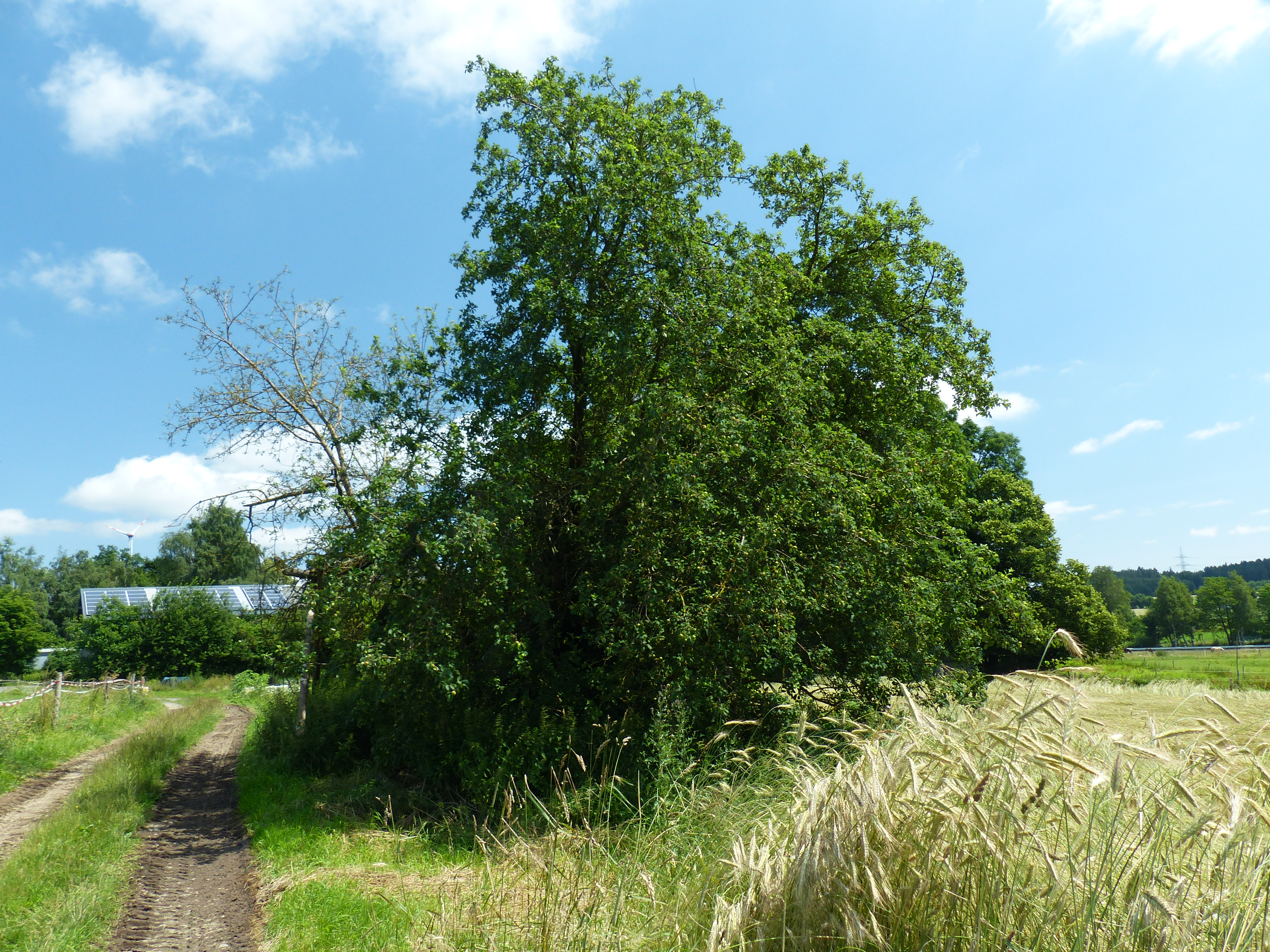
Ansicht des Wildapfelbaums

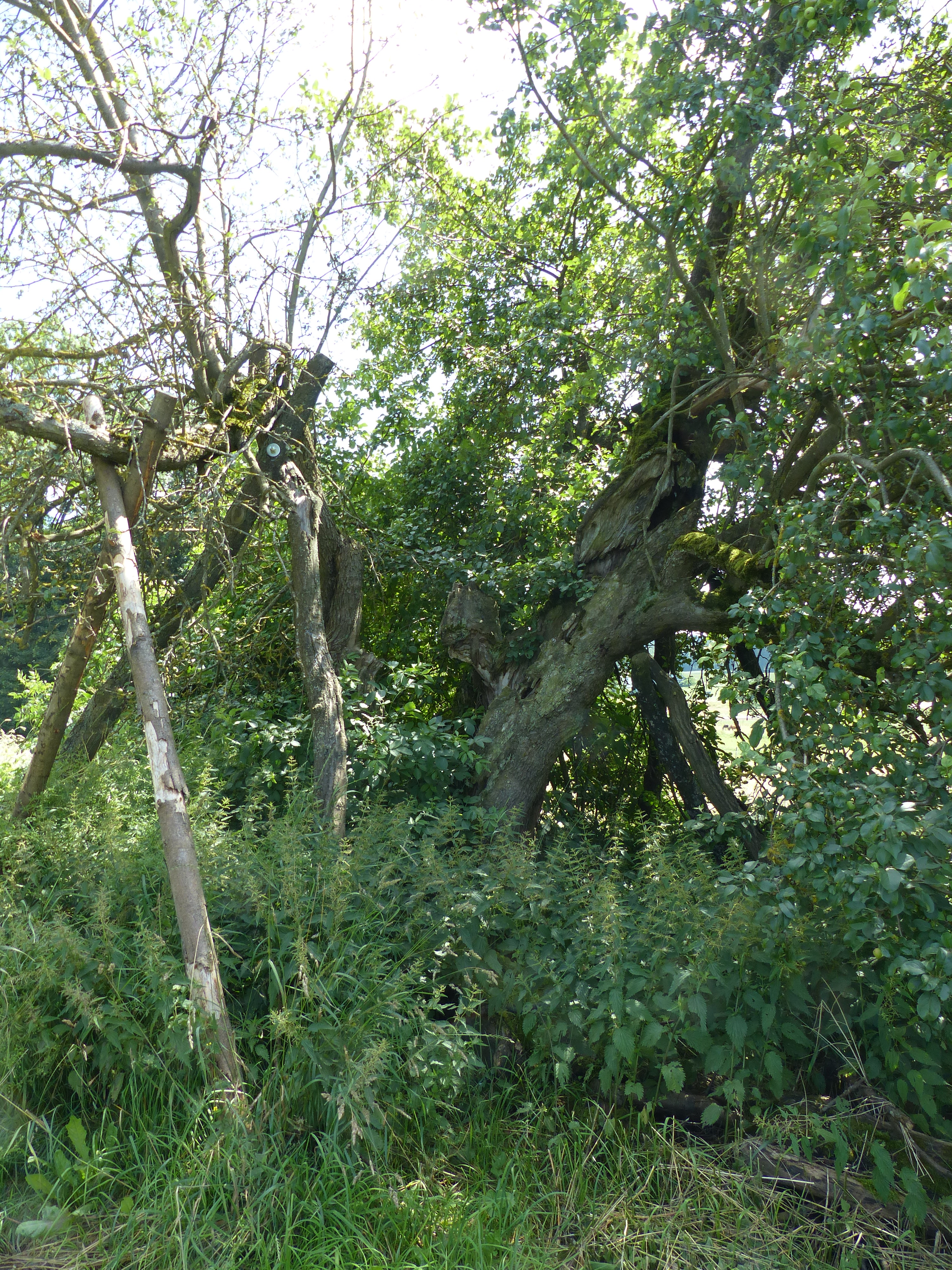
Detailaufnahme mit Stützen von Stamm und Ästen

Der Wildapfelbaum bei Meierhof ist ein Naturdenkmal im Landkreis Hof und zählt zu den ältesten Apfelbäumen Deutschlands.
Meierhof ist ein Gemeindeteil der Stadt Münchberg an der Staatsstraße 2194 zwischen Münchberg und Helmbrechts. Der Wildapfelbaum steht an einem Feldweg vor dem Ortseingang westlich des Anwesens Meierhof 3 an der Kreuzung zwischen Unfriedsdorf und Meierhof.
Das Alter des Baums wird auf 200 bis 300 Jahre geschätzt, dies entspricht etwa dem Ende des Markgraftums Bayreuth. Eine Messung ergab einen Stammumfang von 5,5 Metern, eine Höhe von acht Metern und einen Kronendurchmesser von zehn Metern. „Abgebrochene Äste, Baumhöhlen, Risse und Spalten tun seiner Rüstigkeit keinen Abbruch. […] Obstzüchter schätzen die Kerne der Holzäpfel für die Aufzucht wetterfester Stämmchen.“ (Helmut Baier: Bild 40 der Serie Bau- und Naturdenkmäler in unserem Landkreis, Bezugsquittung  Münchberg-Helmbrechtser Tageszeitung August 1967).